# Yamato-Klasse
Die Yamato-Klasse (japanisch 大和型戦艦 Yamato-gata senkan) war eine Klasse von zwei Schlachtschiffen der japanischen Marine. Ursprünglich geplant waren fünf Einheiten von denen aber nur die ersten beiden, die Yamato und die Musashi, tatsächlich als Schlachtschiffe in Dienst gestellt und im Pazifikkrieg eingesetzt wurden. Diese blieben bis heute die größten, am schwersten bewaffneten und am stärksten gepanzerten Schlachtschiffe, die jemals gebaut wurden. Das dritte Schiff, die Shinano, wurde als Flugzeugträger fertiggestellt. Der Bau eines weiteren Schiffes wurde abgebrochen und der Rumpf verschrottet.
Keines der beiden Schlachtschiffe geriet je in die Situation, für die sie konstruiert waren – ein Artillerieduell mit einem feindlichen Schlachtschiff –, sondern beide fielen den Angriffen von Dutzenden Flugzeugen zum Opfer. Die Shinano ging bei einem U-Boot-Angriff verloren.
Der japanische Journalist Itō Masanori schreibt dazu in seinem Buch 'The End of the Imperial Japanese Navy' ('連合艦隊の最後: 太平洋海戦史'), dass die japanische Regierung nie wirklich vorhatte, diese Schiffe in einem Krieg einzusetzen, sondern sie nur als Machtdemonstration bei Verhandlungen mit den USA und Großbritannien über ein neues Flottenabkommen einzusetzen, nachdem das Japanische Kaiserreich das Washingtoner Abkommen von 1922 im Jahre 1936 gekündigt hatte.

## Geschichte

### Planung

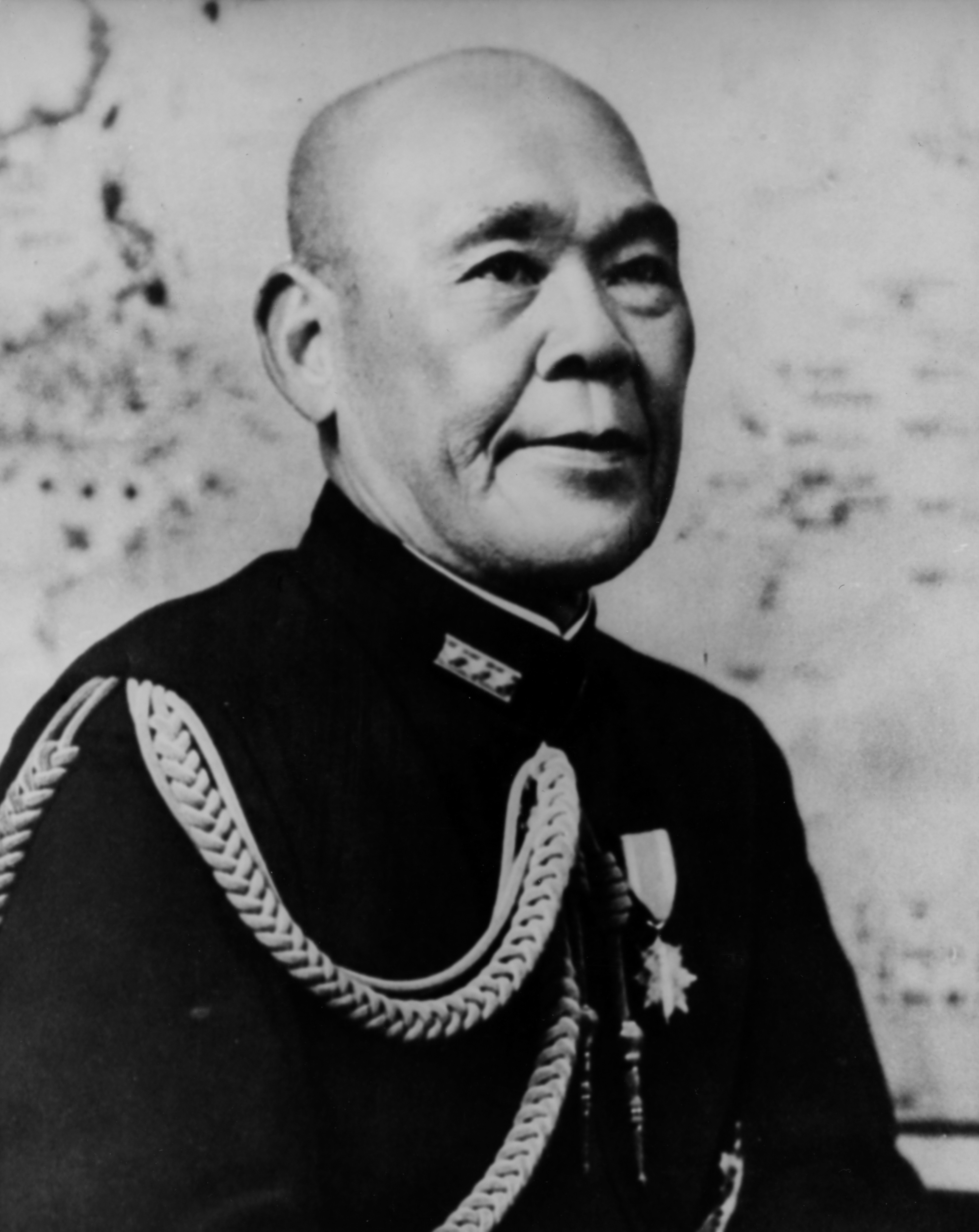
Marineminister Nagano, einer der Befürworter der Schlachtschiffdoktrin und des Baus der Yamato-Klasse

Mit dem Austritt Japans aus dem Völkerbund nach dem Mukden-Zwischenfall im März 1933 forderte der japanische Generalstab von den Entwicklern der Marine Entwürfe für ein neues Schlachtschiff. Durch den Austritt aus dem Völkerbund und die anschließende Kündigung der Flottenverträge nicht mehr an die Beschränkungen im Kriegsschiffbau gebunden, sprengten die Anforderungen für die neue Schiffsklasse die Dimensionen aller zuvor geplanten Schlachtschiffe. Eine Hauptartillerie mit Geschützen von mindestens 46 cm und ein Panzerschutz, der aus Entfernungen zwischen 20 und 35 Kilometern abgefeuerten 46-cm-Granaten standhalten sollte, wurden ebenso wie eine Geschwindigkeit von über 30 Knoten verlangt.
Die Idee hinter diesen Anforderungen war, eine Schiffsklasse zu schaffen, welche die zahlenmäßige Überlegenheit der amerikanischen United States Navy, die von den japanischen Planern in Zukunft als wahrscheinlichster Gegner ausgemacht war, durch wenige Schlachtschiffe mit besonders großer Kampfkraft auszugleichen. Da die USA sowohl an den Atlantik als auch an den Pazifik grenzten, mussten ihre Schiffe, um schnell von einem Ozean in den anderen zu gelangen, den Panamakanal benutzen. Folglich konnten amerikanische Schlachtschiffe nie eine bestimmte Breite überschreiten, da sie durch die engen Schleusen des Kanals passen mussten. Da der Aufwuchs des Panzerschutzes und die Vergrößerung des Kalibers der Hauptartillerie aber zwangsläufig auch die Schiffsbreite erhöhten, konnte, so die Theorie, kein amerikanisches Schlachtschiff, das unter den genannten Bedingungen geplant war, je die Kampfkraft der neuen japanischen Schlachtschiffklasse erreichen. Diese Überlegungen  waren nicht lange zutreffend, da die als Konter zur Yamato-Klasse entworfene amerikanische Montana-Klasse die Panamax-Maße erstmals überschritt.
Der Bau war nicht unumstritten, und frühe Befürworter einer Taktik, die Flugzeugträgern den Vorzug gegenüber Schlachtschiffen gab, wie der spätere Oberkommandierende der Kaiserlich Japanischen Marine, Yamamoto, opponierten gegen das Projekt, fanden aber kein Gehör bei ihren Vorgesetzten.

### Umsetzung
Der Auftrag für Entwicklung erging vom Admiralstab der Marine, unter Führung von Großadmiral (Gensui Kaigun Taishō) Prinz Fushimi Hiroyasu
Konteradmiral Fukuda Keiji war für die Planungen verantwortlich. Die Grundlagen der Konstruktion werden Vizeadmiral Hiraga Yuzuru zugeschrieben, der die Pläne für ein vergleichbares Schiff unter der Bezeichnung A140-A bereits Jahre zuvor umrissen hatte. Nach zwei Jahren mit 23 Entwürfen hatte man sich auf 46-cm-L/45-Geschütze und besonders zuverlässige Maschinen festgelegt. So reduzierte sich zwar die Höchstgeschwindigkeit deutlich unter die zunächst geforderten 30 Knoten, jedoch lagen die Maschinenanlagen unter 20 cm dicken Panzerplatten, so dass eine möglichst wartungsarme Maschinenkonfiguration gewählt wurde. Die Funktionalität einiger Ideen für den Brückenaufbau, die man für die Yamato-Klasse vorgesehen hatte, testete man 1936 zunächst bei der Modernisierung des Schlachtschiffs Hiei.
Es wurden schließlich drei große Schiffsmodelle der Yamato mit Längen von vier, sechs und acht Metern hergestellt, um verschiedene Aspekte der Rumpfform zu prüfen.
Da die Schiffsbreite im Verlauf der Planungen ein ungünstiges Verhältnis zur Schiffslänge von 1:6 angenommen hatte, fiel die Rumpfgeschwindigkeit dementsprechend niedrig aus. Durch das Zufügen eines Wulstbugs reduzierten die Entwickler den Widerstandswert des Rumpfes um 5 bis 6 % bei voller Fahrt. Um das Gesamtgewicht zu reduzieren, führte man das Oberdeck vom Heck kommend zunächst in einer geraden Linie über die Maschinenräume und ging dann zum Bug hin in eine leicht konvexe Linienführung über, so dass das Oberdeck etwa auf Höhe des vorderen Hauptgeschützturms seinen tiefsten Punkt erreichte, bevor es zum Bug hin wieder anstieg. Dieser Deckssprung wird manchmal als „Kampon-Linie“ bezeichnet.
Um den Wendekreis der Schiffe zu reduzieren, wählte man eine Heckform, die nicht übermäßig nach achtern verlängert war, wie es bei anderen Schiffstypen zur Erhöhung der Länge üblich war, so dass die Wendigkeit verbessert wurde. Die Schiffe verfügten über zwei Ruder: ein Haupt- und ein Hilfsruder. Das Hilfsruder war vor dem Hauptruder installiert und deutlich kleiner. Es war nicht in der Lage, die Auswirkungen des Hauptruders bei Hartruderlegen durch Gegensteuern auszugleichen, sondern sollte bei einem Totalverlust des Hauptruders ein gewisses Maß an Steuerkontrolle sicherstellen.
Um das bei der Vernietung von Stahlplatten anfallende Gewicht zu reduzieren, griff man beim Bau der Yamato-Klasse auch auf das in Japan noch relativ selten benutzte Lichtbogenschweißen zurück.

### Finanzierung und Geheimhaltung
Ein wichtiges Element der Planungen der Marine war die absolute Geheimhaltung der wahren Dimensionen ihrer Schlachtschiffe. Da man den Bau der Schiffe selbst nicht verheimlichen konnte, beschloss man, die Informationen über die technischen Daten zu verschleiern. So beantragte man zunächst bei der japanischen Regierung die Gelder für den Bau von zwei 35.000-Tonnen-Schlachtschiffen, wohlwissend, dass diese Mittel für den Bau der beiden ersten Schlachtschiffe der Yamato-Klasse nicht ausreichen würden. Am 19. Januar 1937 erhielt Marineminister Nagano die Genehmigung für die Finanzierung eines Bauprogramms, das 66 Kriegsschiffe umfasste, darunter die Mittel für den Bau der beiden Schiffe der Yamato-Klasse.
Während man ein Schiff in einer marineeigenen Werft in Kure auf Kiel legen wollte, sollte das zweite Schiff von einer privaten Werft in Nagasaki gebaut werden. Um auch hier die wahren Kosten zu verschleiern, wurde mit der Werft ein Vertrag abgeschlossen, der nur einen relativ geringen Betrag auswies. Jedoch übernahm die Marine die Herstellung und Lieferung der Panzerplatten für dieses Schiff aus ihren Werkstätten in Kure umsonst, so dass der der Werft zu zahlende Betrag keine Rückschlüsse auf die Schiffsdimensionen der Musashi zuließ. Die Maßnahmen der Marine, die zusätzlich benötigten Gelder zu beschaffen, waren vielfältig. So strich man beispielsweise nach dem Bau von erst acht Schiffen der Ōtori-Klasse das Programm, nachdem die Mittel für 16 Schiffe der Klasse vom Staat bereitgestellt worden waren, um das eingesparte Geld für den Bau von Yamato und Musashi zu verwenden.
Die Konstruktion der Schiffe selbst wurde durch das Errichten von Sichtschutzblenden, verschiedene Grade von Zugangsbeschränkungen und durch umfangreiche Maßnahmen von Polizei und Geheimdienst begleitet. Die Bemühungen zeigten Wirkung, und bis zum Ende des Krieges gingen die Amerikaner von einer deutlich zu geringen Wasserverdrängung und einem zu kleinen Kaliber der Hauptbewaffnung aus.

## Technische Beschreibung

### Schiffsmaße
Die Schiffe der Yamato-Klasse hatten eine Gesamtlänge von 263 m eine Länge zwischen den Loten von 244 m und eine Kielwasserlinie von 256 m. Die Schiffe hatten eine Breite von 38,90 m und einen Tiefgang von 10,40 m. Die Verdrängung lag zwischen 63.314 t und 72.809 t.

### Antrieb

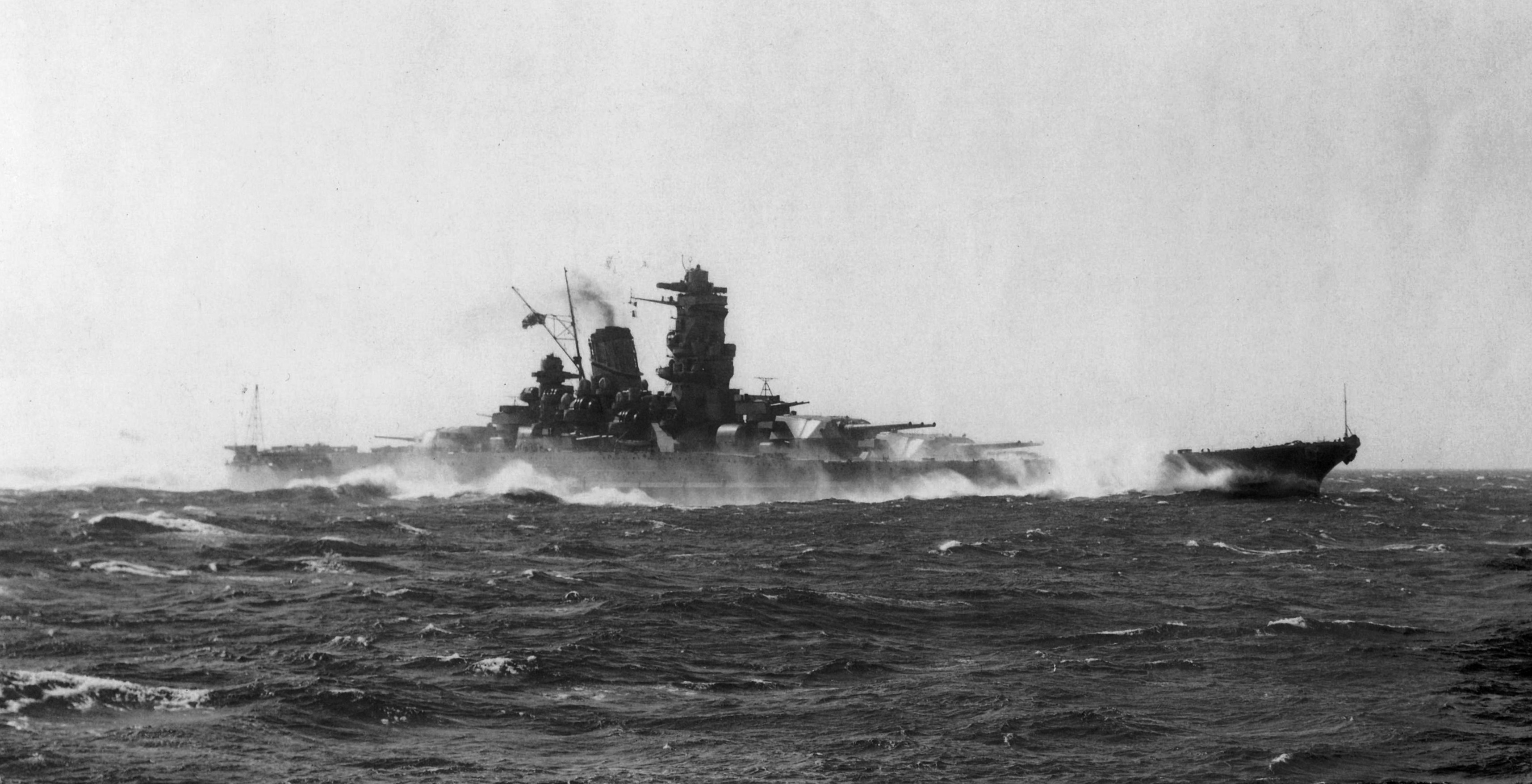
Schlachtschiff Yamato

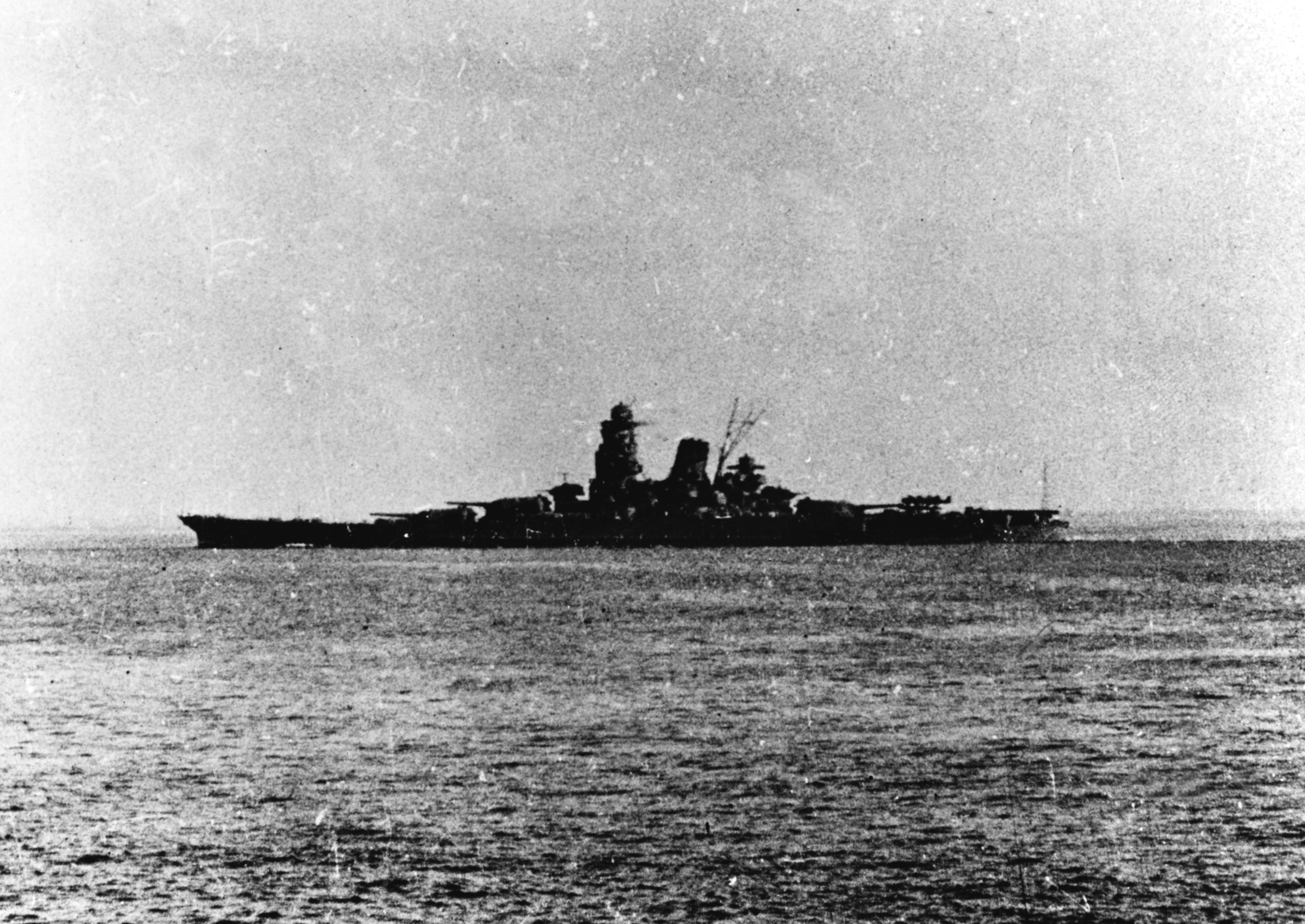
Schlachtschiff Musashi

Die Schiffe waren mit vier Kampon-Dampfturbinen ausgestattet, die jeweils eine Welle antrieben und insgesamt 150.000 Shp (110.325 kW) entwickelten, mit der sie eine Höchstgeschwindigkeit von 27 Knoten (50 km/h) erreichten. Der 325 °C heiße Dampf wurde von zwölf Kampon-Wasserrohrkesseln mit einem Arbeitsdruck von 24 bar geliefert. Die Kessel waren in einer Reihe von jeweils drei Kesseln angeordnet. Das Schiff konnte maximal 6.400 t Heizöl mitführen, was ihnen bei 16 Knoten (29,6 km/h) eine Reichweite von 7.200 Seemeilen (13.300 km) ermöglichte.
Liefen alle Maschinen auf voller Leistung, verbrauchten die zwölf Kessel mit ihren je neun Brennern 62,7 Tonnen Treibstoff pro Stunde, Unter Testbedingungen wurde am 22. Juni 1942 vorübergehend eine Spitzengeschwindigkeit von 28,05 Knoten bei einer Drehzahl der Wellen von 230 Umdrehungen pro Minute erreicht.

#### Elektrisches System
Die acht 600-kW-Generatoren der Yamato-Klasse lieferten Gleichstrom mit einer Spannung von 225 Volt. Vier Generatorräume befanden sich vor, die vier übrigen achtern der Maschinenräume mit je einer Kontrollstation für vier Generatoren. Alle Generatoren waren durch einen Kabelschacht, der in der Schiffsmitte unter Panzerschutz verlief, miteinander verbunden. Die Hälfte der Generatoren wurde mit Dieselkraftstoff betrieben, die übrigen vier waren Turbo-Generatoren, die so ausgelegt waren, dass sie im Notfall alle elektrischen Verbraucher während eines Gefechtes allein mit Energie versorgen konnten.
Drei Batterien mit je 112 Akkumulatorzellen konnten die Schiffssysteme ebenfalls betreiben, für den Notbetrieb der Ruderanlage stand ein zusätzlicher Block zur Verfügung.

### Bewaffnung

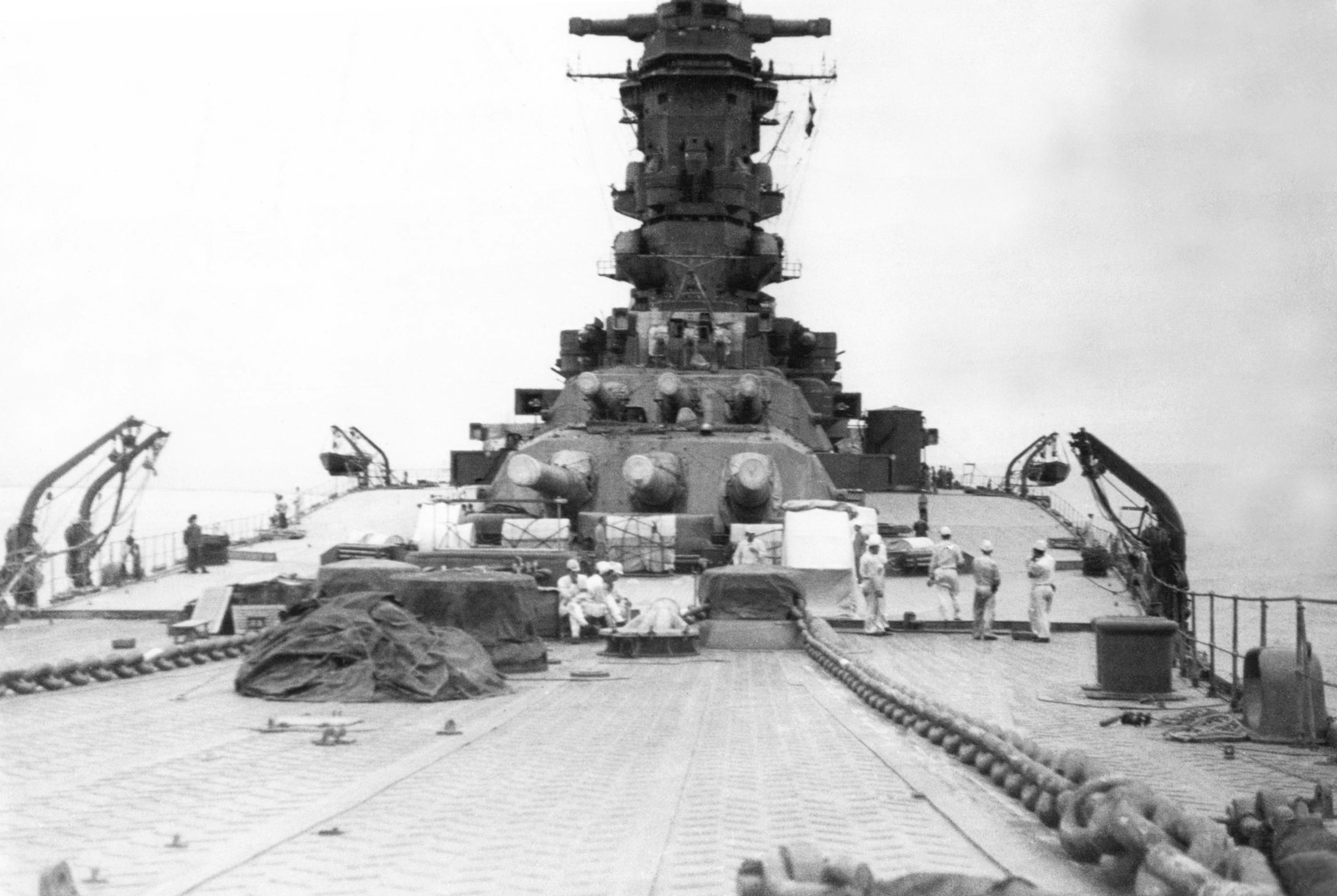
Die beiden vorderen 46-cm-Drillingstürme der Musashi. Das Schiff trägt zum Zeitpunkt der Aufnahme noch keine Radarantennen auf dem Hauptentfernungsmesser. Der Deckssprung ist deutlich zu erkennen.

#### Hauptbewaffnung
Die Hauptbewaffnung der Yamato-Klasse bestand aus neun 46-cm-Geschützen in drei Drillingstürmen, von denen zwei vor und einer hinter den Aufbauten positioniert waren.
Jeder Turm wog mit Panzerung und drei Rohren rund 2.510 Tonnen und konnte mit einer Geschwindigkeit von 2° pro Sekunde durch Hydraulikpumpen zu den Seiten hin geschwenkt werden. Die Rohrerhöhung konnte mit einer Geschwindigkeit von 10° je Sekunde verändert werden.
Alle drei Türme verfügten jeweils über einen stereoskopischen Entfernungsmesser mit einer Basislänge von 15 Metern und über ein einfaches 10-cm-Beobachtungsteleskop.
Die Geschütze hatten im Verhältnis zu ihrer großen Reichweite eine vergleichsweise kurze Rohrlänge, so dass die Streuung der Einschläge bei maximaler Schussweite recht hoch war. Um dennoch die Wahrscheinlichkeit für einen Treffer zu erhöhen, hatten die Schiffe der Yamato-Klasse je neun dieser Geschütze auf drei Drillingstürme verteilt an Bord. Beim Abfeuern von Vierer- und Fünfersalven konnten jeweils die beiden äußeren Rohre eines Drillingsturmes gleichzeitig abgefeuert werden, während die Ladung im mittleren mit einer Verzögerung von 0,08 Sekunden gezündet wurde. Der Streukreis dieser Salven lag bei bis zu 550 Metern. Beim Abfeuern aller neun Geschütze in einer einzigen Salve war die Streuung größer.
Die Geschütze mussten zum Nachladen auf 3° abgesenkt werden, so dass bei maximaler Schussweite eine Kadenz von 1,5 Schuss pro Minute nicht überschritten werden konnte. Bei geringeren Schussweiten verkürzte sich die Zeit zum Nachladen folglich, so dass bei einer Rohrerhöhung von 3° alle 30 Sekunden ein Schuss abgefeuert werden konnte.
Da die Hauptgeschütze beim Abfeuern eine starke Druckwelle erzeugten, mussten Teile der Aufbauten und die Anordnung von Ausrüstung an Deck so arrangiert werden, dass nichts beschädigt werden konnte. Ansaugöffnungen für Lüfter und die Flugabwehrbewaffnung wurden nicht im Wirkbereich der Druckwelle eingebaut, sondern in der Schiffsmitte installiert oder unmittelbar an den Hauptgeschütztürmen zusammengezogen. So mussten auch sämtliche Beiboote, welche die Yamato-Klasse mitführte, in Garagen am Heck untergebracht werden. Für das zügige Absetzen und Aufnehmen von Booten war je an Backbord und Steuerbord eine Schiene an der Unterseite des Flugdecks montiert, über welche die Boote aus der Parkstellung in der Garage nach achtern in ihre Absetzposition geschoben werden konnte, bevor sie abgefiert wurden. Weitere Boote wurden vor dem Schacht zum Flugzeughangar unter dem hinteren Teil des Flugdecks gelagert und mussten mit dem Flugzeugkran ausgesetzt werden. Für das Aufnehmen von Booten und Gütern waren zusätzlich Davits an der Außenseite der Bordwand installiert, die bei Bedarf ausgeschwenkt werden konnten.

#### 15,5 cm
Die Sekundärbewaffnung der Yamato-Klasse, auch als Mittelartillerie bezeichnet, bestand zunächst aus vier Türmen mit je drei 15,5-cm-Geschützen. Zwei dieser Türme standen auf den Längsachsen jedes Schiffes, die anderen beiden waren mittschiffs, einer auf der Backbord- und einer auf der Steuerbordseite aufgestellt.
Im Zuge der Umbauarbeiten, die während des Pazifikkrieges vorgenommen wurden, entfernte man jedoch die Türme an Backbord und Steuerbord, um Platz für zusätzliche Flugabwehrkanonen zu schaffen.
Die 15,5-cm-Geschütze mit der Modellbezeichnung Jahr 3 basierten auf Entwicklungen, die zum Teil bereits aus dem Jahr 1914 stammten. Das 12,7 Tonnen schwere Geschütz konnte eine rund 56 kg schwere Granate auf bis zu 980 Meter pro Sekunde beschleunigen, bis zu 27 Kilometer weit schießen und war zum Bekämpfen von Schiffszielen konstruiert. Die Geschütze stammten von den 1939 auf 20,3-cm-Geschütze umgerüsteten Kreuzern der Mogami-Klasse.
Jeder Turm wog zwischen 160 und 180 Tonnen und konnte mit einer Geschwindigkeit von bis zu 6° pro Sekunde geschwenkt werden. Die Rohrerhöhung konnte mit 10° pro Sekunde geändert werden. Die maximal erreichbare Feuergeschwindigkeit lag bei fünf bis sechs Schuss pro Minute. Jeder Turm verfügte über einen Entfernungsmesser mit einer Basislänge von acht Metern.

#### Flugabwehr

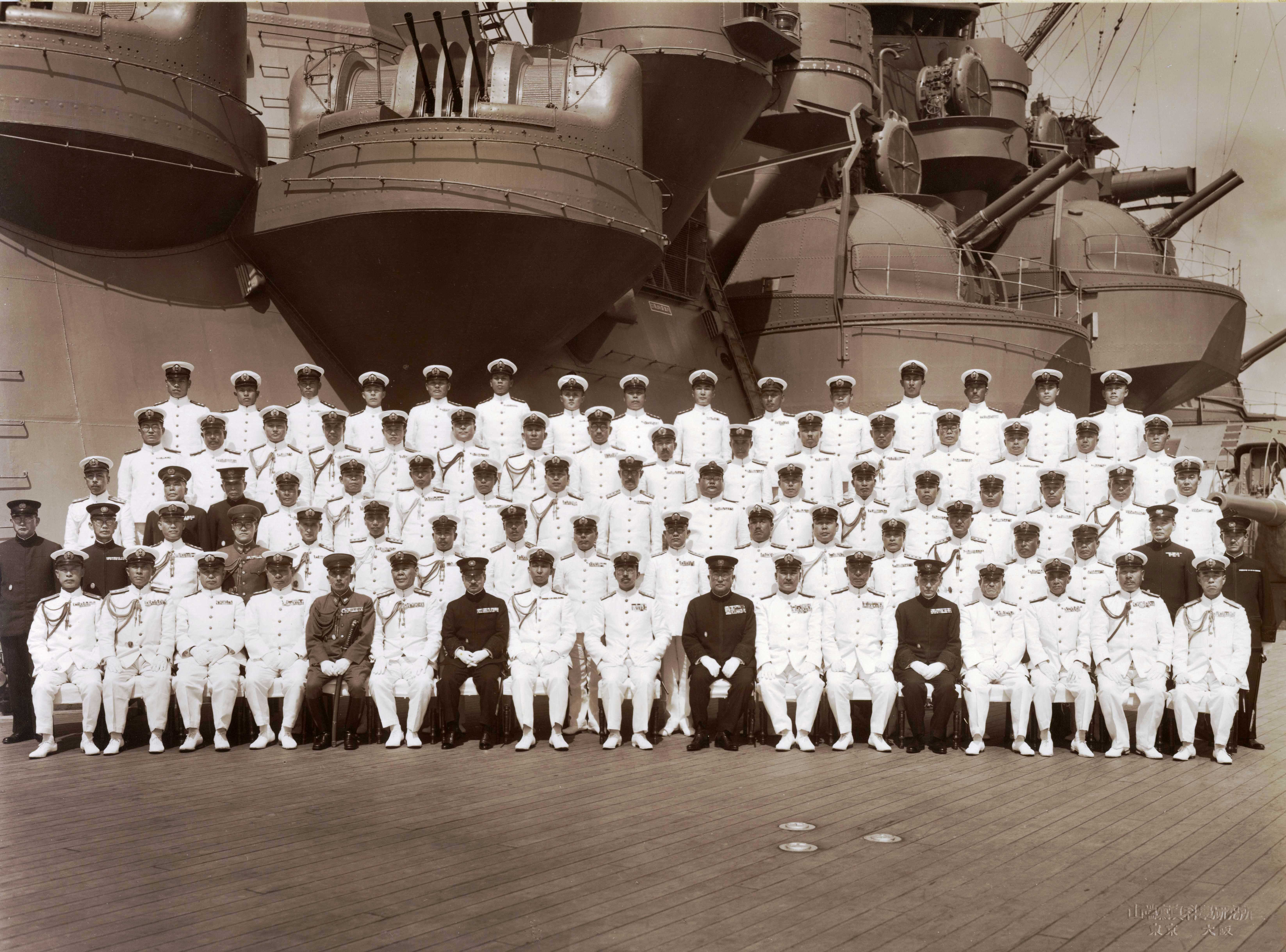
Aus diesem Foto, aufgenommen während eines Besuchs des Shōwa-Tennō im Juli 1943, sind eine 25-mm-Drillingsmaschinenkanone Typ 96 im Vordergrund am Brückenturm der Musashi und mehrere 12,7-cm-Flugabwehrkanonen Typ 89 im Hintergrund zu erkennen

Bei der Planung der Schiffe hielt man sechs 12,7-cm-Flugabwehrkanonen Typ 89, bestehend aus je einer Doppellafette A1 Mod. 3, für eine ausreichend schwere Flugabwehrbewaffnung für große und mittlere Entfernungen. An Backbord und Steuerbord wurden je drei dieser Typ-89-Kanonen auf Höhe des Schornsteins aufgestellt, wo man sie in überhöhter Position verbaute, so dass sie über den vor ihnen installierten 15,5-cm-Drillingsturm hinweg feuern konnten.
Die Kanonen verschossen 23 kg schwere Granaten, die nach einer vor dem Abschuss eingestellten Zeit explodierten und dabei Splitter freisetzten, die ausreichen sollten, um im Umkreis von 18,8 Metern jedes Luftziel zu zerstören. Die Kanonen konnten bis auf 75° nach oben gerichtet werden und bei diesem Winkel ihre Granaten bis zu 9.400 Meter weit schießen.
Nachdem eine Verstärkung der Flugabwehrausstattung der Yamato-Klasse während des Pazifikkrieges beschlossen worden war, entfernte man mittschiffs die beiden 15,5-cm-Türme und plante an ihrer Stelle sechs weitere Typ-89-Flugabwehrkanonen ein. Dieser Umbau wurde jedoch vor ihrer Versenkung nur auf der Yamato abgeschlossen.
Für die Nahbereichsverteidigung gegen Flugzeuge stützten sich die japanischen Entwickler auf die 25-mm-L/60-Maschinenkanone Typ 96. Diese Kanone war ab 1936 auf den meisten japanischen Kriegsschiffen verwendet worden und wurde bei der Yamato-Klasse in der in großer Zahl produzierten Variante als Drillingsgeschütz verbaut. Die Waffe konnte 250 Gramm schwere Geschosse bis zu 7.500 Meter weit schießen, ihre effektive Reichweite beschränkte sich jedoch auf 3.000 Meter. Jede dieser Drillingskanonen benötigte neun Soldaten zur Bedienung, wobei allein sechs für das zügige Nachladen der nur 15 Schuss fassenden Kastenmagazine abgestellt waren, zwei für jedes Rohr. So wurde eine effektive Kadenz von rund 120 Schuss pro Minute erreicht.
Die Anzahl der 25-mm-Drillingslafetten auf den Schlachtschiffen der Yamato-Klasse betrug zunächst nur acht, wuchs aber im Kriegsverlauf ständig an, so dass die Yamato bei ihrem letzten Einsatz 152 25-mm-Maschinenkanonen trug, von denen die meisten in Drillingslafetten verbaut waren.
| Yamato und Musashi trugen bei ihrer Fertigstellung je sechs Typ-89-Doppellafetten und 24 Maschinenkanonen vom Typ 96 in acht Drillingstürmen. In der Schiffsmitte befand sich an Back- und Steuerbord je ein Turm der Mittelartillerie mit je drei 15,5-cm-Geschützen, die gegen Schiffsziele eingesetzt werden konnten, aber nicht geeignet waren, um Luftziele zu bekämpfen. |
| Die Musashi trug zunächst die Standardbewaffnung zur Flugabwehr mit sechs Typ-89-Doppel- und acht Typ-96-Drillingslafetten. Die geplanten Umbauten von 1944 wurden nicht abgeschlossen, die beiden Türme mit je drei 15,5-cm-Geschützen wurden zwar entfernt und die Aufbauten für sechs weitere Typ-89-Doppellafetten wurden aufgebaut, aber die passenden Geschütze waren vor dem letzten Einsatz des Schiffes nicht mehr verfügbar. So war die endgültige Bewaffnung im Oktober 1944 eine Übergangslösung mit einer erweiterten Anzahl von insgesamt 111 Typ-96-Maschinenkanonen, die zum Teil auf die neuen Aufbauten für die geplanten zusätzlichen Typ-89-Lafetten gesetzt wurden. |
| Die Yamato trug zunächst die Standardbewaffnung zur Flugabwehr mit sechs Typ-89-Doppellafetten und 24 Typ-96-Maschinenkanonen. Nach den Umbauten von 1944 trug sie zwölf Typ-89-Doppellafetten und 113 Typ-96-Maschinenkanonen. Auffällig war insbesondere der Tausch der Typ-89-A1-Modell-3-Lafetten von der erhöhten Position neben den Schornsteinen auf die tiefer gelegenen Neuanbauten. Die vorherigen Positionen wurden mit den einfachen offenen Typ-89-A1-Lafetten bestückt. Der Versuch, die Flugabwehrkapazität weiter zu verbessern, führte zur Aufstockung um weitere Typ-96-Maschinenkanonen, so dass deren Anzahl im April 1945 152 Rohre erreichte.                      |

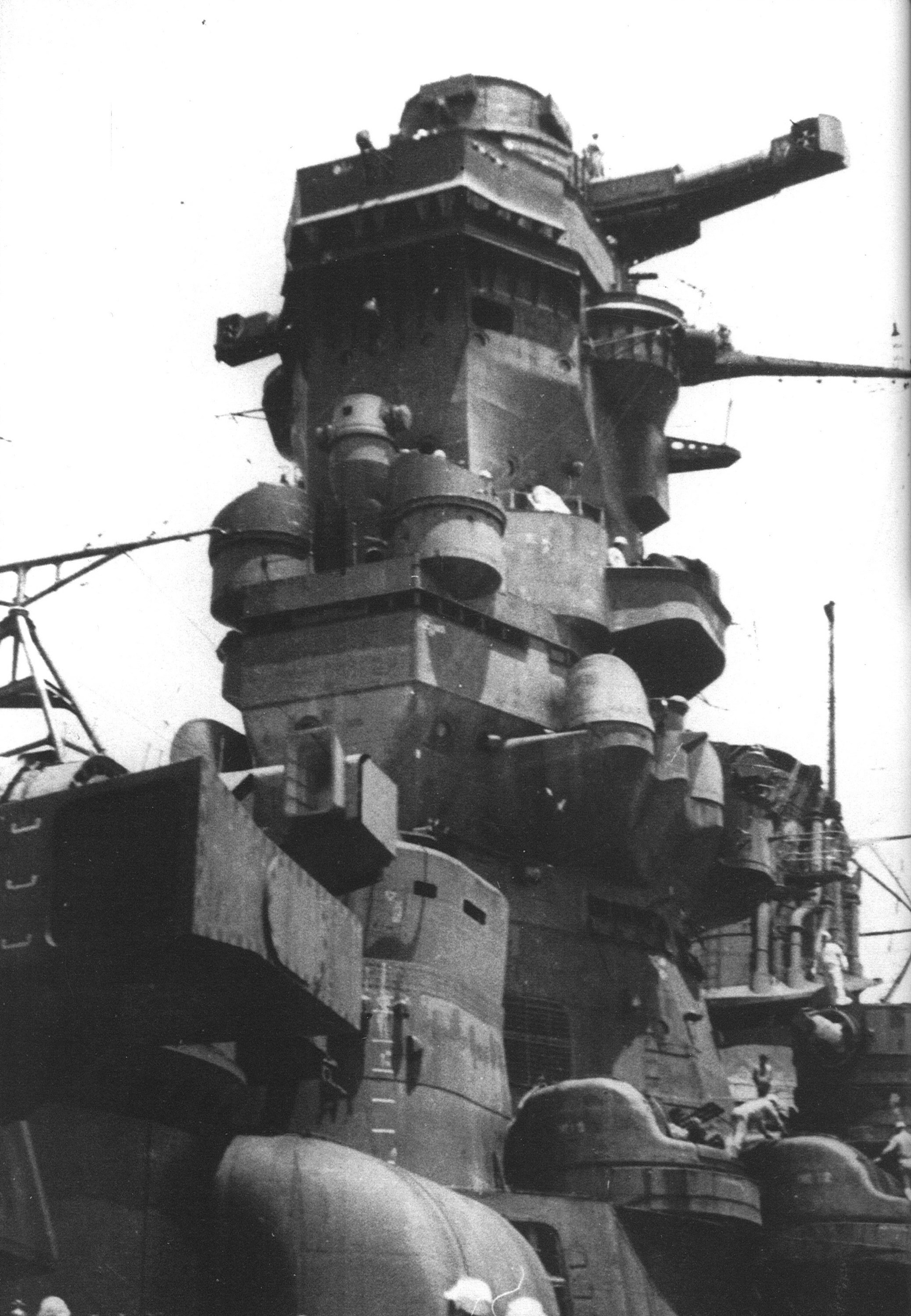
Der Brückenturm des Schlachtschiff Musashi kurz nach dessen Fertigstellung. Auf der Spitze dieses Turms befindet sich eine Beobachtungskuppel, an deren Basis die Arme des 15-Meter-Entfernungsmessers installiert sind. Auf halber Höhe befinden sich auf dem Dach der Hauptbrücke zwei Feuerleitgeräte für die Bekämpfung von Luftzielen in den oberen Winkelgruppen, unterhalb dieser Brücke ist ein Feuerleitgerät für Luftziele in niedrigen Winkelgruppen installiert. Ein wenig tiefer sind zwei Sehschlitze des gepanzerten Kommandostandes zu sehen.

#### Shinano
Als Flugzeugträger verfügte sie weder über Haupt- noch über Mittelartillerie. Sie trug acht 12,7-cm-Doppellafetten Typ 89 an den Seiten des Flugdecks und 155 Maschinenkanonen vom Typ 96. Zusätzlich waren bei ihr zwölf Raketenwerfer verbaut, von denen jeder 28 ungelenkte Raketen mit einem Kaliber von 12 cm abfeuern konnte. Die 23,9 kg schweren Raketen hatten eine Reichweite von rund 4.400 Metern und verfügten über einen Spreng-Brand-Gefechtskopf, der nach dem Erreichen einer zuvor festgelegten Entfernung explodierte.

#### Sonstige
Nach schweren Schäden, die bei einer Testexplosion in den Torpedoräumen des Schlachtschiffs Tosa entstanden waren, wurden für die Yamato-Klasse keine Torpedos mehr vorgesehen.
Der Einbau von 12-cm-Raketenwerfern, wie sie auf der Shinano verwendet wurden, wird in einigen Publikationen auch für Musashi und Yamato diskutiert, jedoch liegen auch dafür keine stichhaltigen Beweise vor.

### Aufklärungs- und Feuerleitungssysteme

#### Flugzeuge
Wegen der enormen Reichweite der Hauptartillerie von bis zu 42 Kilometern konnten die Einschläge der eigenen Granaten bei großen Kampfentfernungen infolge des durch die Erdkrümmung beschränkten Sichtfeldes nicht von Bord aus beobachtet werden. Zur Feuerleitung konnten die Schiffe deshalb bis zu sieben Aichi-E13A- und Mitsubishi-F1M-Flugzeuge mitführen, die auf dem Achterschiff und in einem darunter liegenden Hangar transportiert wurden. Der Start erfolgte über zwei Flugzeugkatapulte am Heck. Über dem Ziel sollte dann per Funk das Feuer der Artillerie geleitet werden. Bei ihrer Rückkehr landeten die Maschinen auf dem Wasser und wurden von einem Kran am Heck zurück auf das Schiff gehoben.

#### Entfernungsmesser und Radarsysteme
Zur Feuerleitung der Hauptartillerie für Entfernungen in Sichtweite besaßen die Schlachtschiffe der Klasse fünf große optische Entfernungsmesser. Drei Geräte mit 15 Meter Basislänge waren in den Türmen verbaut und ein weiteres als Hauptentfernungsmesser auf dem Dach des Brückenturms. Ein Reservegerät mit zehn Metern Basislänge stand auf dem Dach des achteren Aufbaus. Für die schweren 12,7-cm-Flugabwehrgeschütze wurden Typ-94-Entfernungsmesser verwendet, die nicht mit Radarsystemen gekoppelt waren und so nur bedingt nachtkampftauglich waren. Sie konnten bei Tageslicht sowohl zur Erfassung von Luft- als auch von Schiffszielen verwendet werden. Die Yamato trug bei ihrem Untergang 1945 vier Typ-94-Entfernungsmesser für zwölf 12,7-cm-Doppellafetten, die Musashi bei ihrer Versenkung 1944 zwei für ihre sechs Doppellafetten.
Die beiden Schlachtschiffe der Klasse wurden mit verschiedenen Radarsystemen ausgerüstet. Die ersten Systeme gehörten zum Typ 21 und waren ab September 1942 auf den beiden Auslegern der Hauptentfernungsmesser installiert. Das System wurde mehrfach verbessert, so dass die Yamato 1945 bereits die dritte Variante des Typ-21-Radars trug.
Ein leistungsstärkeres Oberflächensuchradar wurde ab 1943 zusätzlich zum Typ-21-System auf beiden Schlachtschiffen eingebaut. Dieses Typ-22-System zur Feuerleitung der Artillerie war auf beiden Schiffen backbords und steuerbords des Brückenturms installiert. Die Art der Installation sowie die Leistungswerte des Typ 22 beider Schiffe unterschieden sich leicht.
Das Typ-13-System wurde 1944 als letztes System nachgerüstet. Es war in Form von zwei Yagi-Uda-Antennen am Hauptmast montiert und konnte zur Suche nach Luft- und Oberflächenzielen verwendet werden.

### Panzerschutz

Zusammensetzung der Panzerungselemente an der Außenseite des Rumpfes mittschiffs

Die Konstrukteure wählten für die Yamato-Klasse einen „Alles-oder-Nichts“-Panzerschutz, bei dem sie fast das gesamte Gewicht, das ihnen für die Panzerung zur Verfügung stand, in eine extrem stark gepanzerte Zitadelle für die lebenswichtigen Schiffssysteme investierten, während es innerhalb dieser Zitadelle und im Rest des Rumpfes kaum noch einen nennenswerten Panzerschutz, sondern nur noch wasserdichte Abteilungen aus normalem Stahl gab. Von insgesamt 1.147 wasserdichten Abteilungen im Schiffsrumpf befanden sich nur 82 nicht unter einem Panzerdeck, bei diesen handelte es sich zum Teil jedoch um große Lagerräume, was sich, insbesondere beim Untergang der Musashi, als schwerer Nachteil herausstellte.
Die Schiffe waren geplant worden, um bei einer Überflutung sämtlicher Abteilungen außerhalb des Panzerschutzes noch genügend Auftrieb zu besitzen und nicht zu sinken. Bei der Flutung sämtlicher Abteilungen außerhalb des Torpedoschotts auf nur einer Seite sollte eine Seitenneigung von 18° nicht überschritten werden.
Zur Umsetzung ihres Panzerungskonzepts wählten die Entwickler folgende Panzerstahlsorten:
NVNC – New Vickers Non Cemented, von den Japanern auch als nitsukeru kurōmu kō (gehärteter Chrom-Stahl) bezeichnet, war die Standardstahlsorte im japanischen Schlachtschiffbau und wurde für alle Panzerungen in den Schiffen, mit Ausnahme des Gürtelpanzers, der Geschütztürme der Hauptartillerie, des Panzerdecks und der Böschung der Zitadelle verwendet.
CNC – Copper Non Cemented, (Kupfer nicht zementiert), ein Stahl mit einer Nickellegierung. CNC wurde teilweise als Ersatz für NVNC verwendet, wenn die zu produzierenden Panzerplatten eine bestimmte Stärke (75 mm) nicht überschritten, da man CNC nur bei dünnen Platten der NVNC-Panzerung gegenüber als überlegen betrachtete. Der verwendete Kupferanteil lag bei 0,9 bis 1,3 %, Nickel war dagegen mit bis zu 3 % enthalten.
MNC – Molybdenum Alloy Non Cemented, (Molybdän-Legierung nicht zementiert) wurde für das Panzerdeck und die Böschung verwendet, da die japanischen Ingenieure diese Stahlsorte für widerstandsfähiger gegenüber Geschossen hielten, die aus steilen Winkeln einschlugen, als dies bei NVNC-Stählen der Fall war. Insbesondere das Zersplittern der Stahlplatten bei schweren Einschlägen sollte bei MNC-Stahl seltener vorkommen. Stahl mit Molybdän-Legierung wurde von den japanischen Werken erst wenige Jahre vor dem Beginn des Pazifikkrieges erstmals in größerem Umfang produziert und unterschied sich qualitativ nicht wesentlich von vergleichbaren amerikanischen Panzerplatten.
VH – Vickers Hardened Non Cemented war die einzige Stahlsorte, die bei der Yamato-Klasse verwendet wurde, die abschließend mit einer Einsatzhärtung versehen worden war. Sie wurde für den oberen Teil des Gürtelpanzers der Schiffe verwendet, für die Panzerung der Hauptgeschütztürme und für den gepanzerten Kommandostand. Die chemische Zusammensetzung entsprach der von NVNC-Stahl, die VH-Panzerplatten wurden allerdings bei besonders dicken Platten (über 33 cm) als überlegen betrachtet. Die japanischen Ingenieure hatten bereits 1936 eine über 400 mm dicke Platte aus VH-Stahl als Testlauf für zukünftige Panzerplatten produziert. Sie stießen aber bei Beschusstests mit schweren Granaten und hohen Auftreffgeschwindigkeiten auf Probleme – die Platte zerbrach, da sich bei einem ungleichmäßigen Abkühlungsprozess im Stahl oberer Bainit gebildet hatte. Erst nachdem sie in zahlreichen Testläufen die optimale Schrecktiefe für die Produktion von VH-Stahl ermittelt hatten, waren sie in der Lage, Stahlplatten in der geforderten Qualität herzustellen. Trotz dieser Anstrengungen werden die letztendlich verwendeten VH-Panzerplatten in der Fachliteratur als qualitativ rund 10 % schlechter gegenüber den zeitgenössischen A-Klasse-Panzerplatten der US-Navy bewertet.

#### Schutzsysteme des Rumpfes
Der Panzerschutz des Rumpfes war in erster Linie darauf ausgelegt, die wichtigen Schiffssysteme vor Steilfeuer und Flachbahnfeuer feindlicher Schlachtschiffe bis hin zu 46-cm-Granaten zu schützen. Das strukturelle Schutzsystem des Rumpfes sollte eine Unterwasserexplosion von 400 kg TNT-Sprengstoff so abschwächen, dass keine Schäden am Schiff entstehen würden, welche die Schwimmfähigkeit nachhaltig bedrohen konnten.
Kessel- und Maschinenräume sowie die Granaten- und Pulverkammern waren von einer gepanzerten Zitadelle umgeben. Dieser Kasten im Inneren des Rumpfes war nach oben durch das 200 mm dicke Panzerdeck abgeschlossen, das an seinen äußeren Kanten in die 230 mm dicke Böschung überging. Die Böschung war mit dem 410 mm starken Gürtelpanzer an den Schiffsseiten verbunden, der nicht senkrecht abfiel, sondern um 20° nach innen geneigt war, so dass er an seiner Unterkante direkt in das Torpedoschott überging. Durch diese schräge Ausführung des Gürtelpanzers erhöhte sich die Dicke der Panzerung, die von einem horizontal auftreffenden Geschoss durchschlagen werden musste, auf bis zu 584 mm.
Die Panzerplatte des Torpedoschotts war an der Verbindung zum Gürtelpanzer 203 mm dick und verjüngte sich auf dem Weg zum Schiffsboden auf 75 mm. Der doppelte Schiffsboden selbst war an der Außenseite mit einer 22-mm-Panzerplatte verstärkt, über der Tanks für Treibstoff und Wasser lagen. Über diesen Tanks befand sich eine weitere Panzerplatte von 14 mm, welche die Bodenplatte der Maschinenräume bildete. Sämtliche Treibstoffvorräte wurden unter Panzerschutz gelagert, hauptsächlich zwischen äußerem und innerem Boden. Die Torpedowülste an den Schiffsseiten enthielten keine Treibstofftanks.
Die beiden Decks über der Zitadelle waren mit vergleichsweise dünnen Panzerplatten geschützt. Das Wetterdeck besaß an den Außenseiten einen Schutz aus zwei Lagen Panzerplatten, die gemeinsam knapp 40 mm stark waren; unterhalb der Aufbauten reduzierte sich die Stärke auf 12 mm. Das darunter liegende Zwischendeck erhielt eine Decke aus 10-mm-Panzerstahl, war aber nach backbord und steuerbord mit 25 mm ebenfalls dicker als in der Schiffsmitte.
Auf Höhe der Geschütztürme unterschied sich das Schutzsystem im Rumpf vom übrigen Schiff. Um einen bestmöglichen Schutz der Pulverkammern mit den Kartuschen zu gewährleisten, wurde unter dem Gürtelpanzer eine weitere Panzerplatte verbaut, die hinter dem Torpedoschott nach innen in Richtung Kiel abknickte, so dass sich diese Platten von beiden Schiffsseiten zu einer Wanne vereinten, in der die Munitionsvorräte gelagert waren.
Das Schott war zudem mit 270 mm deutlich stärker ausgeführt als im übrigen Schiff und verminderte sich in der Dicke zum Schiffsboden hin auch nur auf 175 mm. Die zusätzlichen Panzerplatten unter den Magazinen sowie die verstärkte Bodenplatte in der Mitte hatten eine Stärke von 80 mm und 50 mm CNC-Stahl und bildeten so einen Dreifachboden und einen deutlich besseren Schutz als im übrigen Rumpf.
Das strukturelle Schutzsystem gegen Treffer von Torpedos oder Seeminen bestand aus zwei wasserdichten Abteilungen innerhalb des Torpedowulstes, gefolgt vom Torpedoschott und zwei weiteren Abteilungen. Die Abteilung, die auf das Torpedoschott folgte, besaß nochmals ein verstärktes Längsschott aus CNC-Panzerstahl.
Die Verbindung von Gürtelpanzer zum darunterliegenden Torpedoschott zeigte sich bereits in der Planungsphase als problematisch, da, basierend auf den Ergebnissen der Beschusstests am Rumpf der Tosa, das Torpedoschott im oberen Teil bei der Yamato-Klasse dicker ausfallen sollte als ursprünglich vorgesehen, um auch gegen Granaten, die im flachen Winkel auf das Wasser schlugen und dort ihren Weg fortsetzten, wirksam zu sein.
Für die so notwendig werdende neue Verbindung zwischen Gürtelpanzer und Torpedoschott wählte man eine Lösung aus vernieteten Einzelplatten, die von mehreren Offizieren kritisiert wurde. In der vorgegebenen Bauzeit war das jedoch die einzige Option, die von der Industrie angeboten werden konnte. Die Verbindung von Gürtelpanzer und Torpedoschott erwies sich gegenüber den Explosionen amerikanischer Torpedos als unzureichend, und die meisten dokumentierten Torpedotreffer verursachten so auch Schäden hinter diesem Schott im Inneren der gepanzerten Zitadelle.
Einzige Ausnahme vom übrigen Panzerungskonzept waren die Rudermaschinenräume, die sich zwar außerhalb der Zitadelle befanden, aber dennoch schwer gepanzert waren. Für den Hauptrudermaschinenraum werden 350 mm Panzerung an den Seiten angenommen, abgeschlossen durch ein 350-mm-Schott nach achtern und ein 360-mm-Schott nach vorn.

#### Türme
Die drei Hauptgeschütztürme mit den 46-cm-Geschützen waren an der Stirnseite mit 65 cm dicken VH-Stahlplatten gepanzert. Die Turmseiten hatten eine 25 cm dicke Panzerung. Die Turmdecke hatte eine 27-cm-Panzerung, die Rückseite besaß eine 19 cm dicke Panzerplatte und eine 40-cm-Platte, die allerdings weniger zu Schutzzwecken diente, sondern als Gegengewicht vorgesehen war. Die zylindrischen Strukturen der Barbetten, auf denen die Türme aufsaßen, hatten ebenfalls eine bis zu 56 cm dicke VH-Panzerung.
Die Türme für die 15,5-cm-Geschütze hatten an der Stirnseite eine 7,5 cm starke Panzerung, an der Oberseite und den Seiten war eine je 2,5 cm dicke Panzerung verbaut. Die Barbetten waren hier 7,5 cm stark gepanzert.

#### Kommandostand
Die japanische Marine legte besonderen Wert auf einen gepanzerten Kommandostand, aus dem sich, auch bei schwersten Zerstörungen der sonstigen Brückenaufbauten, das Schiff noch führen lassen sollte. Dieser Kommandostand lag in der unteren Hälfte des Brückenaufbaus, unmittelbar hinter dem vorderen 15,5-cm-Geschützturm. Er war fensterlos, mit wenigen Sehschlitzen versehen und hatte eine 50 cm dicke Panzerung aus VH-Stahl und eine 20 cm starke VH-Panzerung an der Oberseite. Ein gepanzerter senkrechter Schacht verband ihn mit der Zentrale, die innerhalb der gepanzerten Zitadelle im Schiffsrumpf lag.

#### Shinano
Die Shinano wurde während der Bauphase vom Schlachtschiff zum Flugzeugträger umgeplant. Sie behielt das Torpedoschott und das strukturelle Schutzsystem der Yamato-Klasse bei, jedoch war ihr Gürtelpanzer mit rund 200 mm nur halb so stark wie der ihrer Schwesterschiffe. Lediglich auf Höhe der Munitionskammern wuchs er auf 350 mm auf. Das schwere horizontale Panzerdeck der Schlachtschiffe wurde mit 200 mm beibehalten, hinzu kam ein gepanzertes Flugdeck, das, ähnlich dem der Taihō, aus rund 80 mm starkem NVNC-Panzerstahl, gestützt auf ein reguläres 20-mm-Stahldeck bestand.

### Wasserverdrängung
Die genauen Daten der Wasserverdrängung der Yamato-Klasse weichen, abhängig von den verwendeten Quellen, zum Teil erheblich voneinander ab. Zum Ende des Krieges konnten zwei Maßeinheiten für die Wasserverdrängung von Schlachtschiffen verwendet werden:
die Britische Tonne, auch „long ton“ (als „tn. l.“ abgekürzt), mit 1016,047 kg pro Tonne
die metrische Tonne (zur besseren Unterscheidung hier als „t. m.“ abgekürzt), mit 1.000 kg pro Tonne
Die folgende Tabelle vergleicht die Daten verschiedener Standardwerke mit den Daten, welche die Amerikaner 1946 im Rahmen der US Navy Technical Mission To Japan erhoben. Soweit dabei erkennbar war, welche Gewichtseinheit benutzt wurde oder welcher Ausrüstungsstand der Schiffe beschrieben wurde, ist dies vermerkt. Die Angabe „tons“ deutet dabei an, dass ein Autor keine näheren Angaben zu dieser Gewichtseinheit gemacht hat und nicht erkennbar ist, für welche der beiden genannten Einheiten „tons“ stehen soll.
Die Unterschiede zwischen Standardverdrängung, der Verdrängung unter Testbedingungen und der Verdrängung bei voller Ladung ergeben sich im Wesentlichen aus verschieden großen Mengen an mitgeführtem Treibstoff und Kesselwasser.
Die Treibstoffmengen, welche die verschiedenen Autoren für die Yamato-Klasse erfragt oder berechnet haben, sind in der letzten Spalte angeführt.
| Verdrängungsdaten                                                                          | Verdrängungsdaten            | Verdrängungsdaten            | Verdrängungsdaten            | Verdrängungsdaten           |
| ------------------------------------------------------------------------------------------ | ---------------------------- | ---------------------------- | ---------------------------- | --------------------------- |
| Daten zur Yamato und Musashi durch:                                                        | bei voller Ladung            | Testbedingungen              | Standardverdrängung          | Treibstoffvorrat (Schweröl) |
| USNTMJ S-01-4 (1946), für 1942                                                             | –                            | 69.935 t. m.                 | –                            | 5.264,86 t. m.              |
| USNTMJ S-01-3 (1946)                                                                       | 72.200 t. m.                 | 69.935 t. m.                 | 62–63.000 t. m.              | –                           |
| [ 15 ] [ 39 ] [ 40 ] [ A 10 ]                                                              | 71.113 t. m. (69.990 tn. l.) | 68.200 t. m. (67.123 tn. l.) | 63.315 t. m. (62.315 tn. l.) | 6.300 t. m. (6.201 tn. l.)  |
| USNTMJ S-06-2 (1946)                                                                       | 72.809 tons                  | 69.100 tons                  | –                            | –                           |
| Janusz Skulski: Battleships: axis and neutral battleships in World War II. (1988) für 1941 | 72.809 tn. l.                | 69.100 tn. l.                | 65.000 tn. l.                | 6.300 tons                  |
| Verdrängung unter Testbedingungen im Juli 1944                                             |                              |                              |                              |                             |
| Garzke: Battleships: axis and neutral battleships in World War II.                         | –                            | 69.001 t. m. (68.009 tn. l.) | –                            | –                           |
| Daten zur Shinano durch:                                                                   |                              |                              |                              |                             |
| USNTMJ S-06-2 (1946)                                                                       | 71.890 tons                  | 68.059 tons                  | –                            | –                           |
| Garzke: Battleships: axis and neutral battleships in World War II.                         | 71.890 t. m. (70.755 tn. l.) | 68.059 t. m. (66.984 tn. l.) | 62.995 t. m. (62.000 tn. l.) | –                           |

## Besatzung
Um die Schiffe voll einsatzbereit zu halten, wurde eine Besatzung von rund 2.500 Seeleuten benötigt. Eine genaue Zahl lässt sich nicht ermitteln. So führten, infolge der Unterschiede in der Art und Anzahl der personalintensiven Flugabwehrbewaffnung und mitgeführter Stäbe während des Kriegsverlaufs, die Musashi auf ihrer letzten Mission 2.399 Mann mit, während es auf der Yamato im April 1945 3.332 waren.

## Bauprogramm der Yamato-Klasse

### Yamato
Die Yamato lief im August 1940 in Kure vom Stapel. Sie fungierte im Pazifikkrieg hauptsächlich als Flaggschiff und wurde in der Regel hinter der Front eingesetzt. Sie wurde durch den Treffer eines U-Boot-Torpedos 1943 beschädigt. Ihren ersten wirklichen Kampfeinsatz hatte sie aber erst im Oktober 1944 in der See- und Luftschlacht im Golf von Leyte, wo sie an der Versenkung einiger kleiner amerikanischer Flugzeugträger und Zerstörer beteiligt war. Nachdem die Kaiserlich Japanische Marine 1945 faktisch bereits besiegt war, wurde die Yamato im April auf eine Selbstmordmission, die Operation Ten-gō, geschickt. Sie wurde am 7. April 1945 kurz nach ihrem Auslaufen von amerikanischen Trägerflugzeugen gestellt und ging nach einem zweistündigen Gefecht, in dem sie mindestens dreizehn Torpedo- und acht Bombentreffer erhalten hatte, mit dem überwiegenden Teil ihrer Besatzung unter.

### Musashi
Die Musashi lief im November 1940 in Nagasaki vom Stapel. Sie wurde, ähnlich wie ihr Schwesterschiff, in der ersten Hälfte des Pazifikkrieges nicht offensiv eingesetzt. 1944 wurde sie nach einer Aufstockung ihrer Flugabwehrbewaffnung der japanischen Flotte zugewiesen, die den entscheidenden Angriff gegen eine amerikanische Landungsflotte vor der Philippinen-Insel Leyte führen sollte. Bereits auf dem Anmarsch wurde der japanische Verband von Trägerflugzeugen angegriffen, die ihre Angriffe nach kurzer Zeit allein auf die Musashi konzentrierten und über mehrere Stunden fortsetzten, so dass das Schlachtschiff schließlich am Abend des 24. Oktobers 1944 nach mindestens 19 Torpedo- und 17 Bombentreffern unterging.

### Shinano
Die Shinano war im Mai 1940 in Yokosuka auf Kiel gelegt worden. Ende 1941 stoppte man den Bau und entschied sich für einen Umbau des Schiffes zum Flugzeugträger. Sie lief im Oktober 1944 vom Stapel und sollte zur Endausrüstung nach Kure verlegt werden. Auf dem Weg dorthin wurde sie am 29. November 1944 von vier Torpedos des amerikanischen U-Bootes USS Archerfish getroffen. Die Besatzung der Shinano bestand zu diesem Zeitpunkt zum Teil aus zivilen Arbeitern und Seeleuten mit unzureichender Ausbildung, zudem waren sämtliche Luken und Lüfter zwischen den wasserdichten Abteilungen geöffnet, so dass sich das eindringende Wasser schnell in den Abteilungen der Steuerbordseite ausbreitete, während die eingeleiteten Gegenmaßnahmen zu spät einsetzten, so dass der Flugzeugträger kenterte und unterging.

### Schiff 111
Schiff 111 bzw. Rumpf 111 war die Bezeichnung des vierten Schiffes der Yamato-Klasse. Es wird auch unter dem Namen Kii geführt. Namensgeber sollte die auf der Kii-Halbinsel gelegene Provinz Kii werden. Diesen Namen bevorzugte die Admiralität für das fertiggestellte Schiff. Da es aber nie zu einer Schiffstaufe kam, kann dieser Name jedoch nicht als gültig gewertet werden.
Die Zahl 111 in der Schiffsbezeichnung bezieht sich auf die Zahl der Bauaufträge, welche die Kaiserlich Japanische Marine vergab.
Das Schiff wurde als vorletztes seiner Klasse vom japanischen Kabinett 1937 bewilligt. Die Kiellegung fand am 7. November 1940 in der Kure Kaigun Kosho (Marinewerft Kure) im selben Dock wie dem, in dem die Yamato gebaut worden war, statt. Nachdem sie zu circa 30 bis 40 Prozent fertiggestellt war, zwang die kriegsbedingte Materialknappheit sowie der Umbau der Shinano die Admiralität dazu, den Weiterbau der letzten beiden Schiffe der Klasse aufzugeben. Überdies hatte die Admiralität endgültig den Glauben an Schlachtschiffe verloren. Somit ließ man die Arbeiten an dem Rumpf einstellen. Vorgesehener Stahl wurde unter anderem für den Umbau des bei Kriegsbeginn in Japan internierten deutschen Passagierschiffs Scharnhorst zum Geleitflugzeugträger Shin’yō verwendet. Die Hulk lag bis zum Ende des Krieges in den Docks. Da es den Japanern nach dem Krieg verboten wurde, Kriegsschiffe zu bauen, war der Schiffstorso wertlos geworden. Da man auch nicht warten wollte, bis es wieder erlaubt war, eine Selbstverteidigungsflotte, wie die japanische Marine heute bezeichnet wird, aufzustellen, in der so gigantische Schlachtschiffe wie die Yamato-Klasse ohnehin nicht mehr gebraucht werden würden, wurde der Rumpf aus den Docks geschleppt und abgewrackt. Das Material, das dabei gewonnen wurde, wurde für zivile Zwecke verwendet. Im Wesentlichen handelte es sich hierbei um den Stahl und das Material der fertiggestellten Panzerung. Der Rumpf selbst war nie mit Waffen versehen worden und ist nie mit eigener Kraft gefahren, so dass sich hier die anderweitig verwendeten Materialien nicht genauer beschreiben lassen.

### Schiff 797
Schiff 797 wurde in den Neubauplänen der kaiserlichen Marine für 1941 erwähnt. Es war als fünftes und letztes Schiff der Klasse geplant, sein Bau wurde jedoch, als kein Bedarf für weitere Schlachtschiffe mehr bestand, nie begonnen.

## Super-Yamato-Klasse
Beim Projekt der Super-Yamato-Klasse handelte es sich um ein Programm, das im fünften Flottenbauprogramm von 1941 niedergeschrieben war. Es sah neben dem Bau von neuen Schlachtschiffen auch die Umrüstung der fünf Einheiten der Yamato-Klasse vor. Diese sollten nach der Fertigstellung von zunächst vier Super-Yamatos ebenfalls auf sechs 51,0-cm-Geschütze in drei Zwillingstürmen umgerüstet werden.

## Bemerkungen
1. ↑  ab 1941 zum Vizeadmiral befördert
2. ↑  Andere Quellen, wie Garzke und Dulin, geben den Wert mit bis zu 8 % an. Der Effekt, der bei den Modelltest gemessen wurde, wurde von einem Konstrukteur mit 20 % angegeben, siehe USNTMJ S-83, S. 23.
3. ↑  Hartruderlegen bedeutet den größtmöglichen Einschlag des Ruders nach backbord oder steuerbord
4. ↑  einzelne Quellen erwähnen eine Torpedobewaffnung, was jedoch von der Fachliteratur nicht gestützt wird. So z. B. in Wätzig, S. 186, dagegen z. B. nicht bei Stille. Zahlen von acht bis zehn Rohren werden in diesem Zusammenhang ohne nähere Erläuterungen zu Kaliber oder Installationsart genannt.
5. ↑  Der Untersuchungsbericht, der von Experten der US Navy 1946 über den Verlust der Musashi verfasst wurde, führt nach der Befragung von japanischem Personal, das an der Entwicklung der Klasse beteiligt war, für die Musashi explizit einen, an der stärksten Stelle, nur 400 mm (15,8 inches) dicken Gürtelpanzer, gegenüber 410 mm bei der Yamato an. So im Bericht S-06-2, S. 17.
6. ↑  Die amerikanischen Flugzeug-Torpedos waren mit rund 275 kg Torpex (=415 kg TNT) gefüllt. So nach USNTMJ S-06-2 S. 10.
7. ↑  im USNTMJ-Bericht S-01-3 wird auf Seite 45 die Umrechnung von metrischen Tonnen zu britischen „Long Tons“ als 1 metrische Tonne = 0,985 long tons angegeben. Nach dieser vereinfachten Rechenweise entspräche eine „Long Ton“ nicht 1.016,047 kg, sondern 1.015,228 kg
8. ↑  Von den Japanern als Standardverdrängung +75 % der Menge an Treibstoff, Wasser und Verbrauchsgüter beschrieben, so in S-01-3 S. 17.
9. ↑  5.264,86 metrische Tonnen Treibstoff wurden in USNTMJ S-01-4 auf S. 13 angegeben, in diesem Fall im Zusammenhang mit einem Testlauf, so dass hier davon ausgegangen werden muss, dass die Tanks, gemäß den Testbedingungen, nicht vollständig gefüllt waren.
10. ↑  Die Werte der drei Veröffentlichungen scheinen sich nur durch minimale Abweichungen bei der Rundung einzelner Werte zu unterscheiden, soweit nicht anders vermerkt.
11. ↑  Treibstoffberechnung nach Garzke und Dulin Battleships: axis and neutral battleships in World War II. S. 124.
12. ↑  Skulski benutzt zunächst auf Seite 10, wie der US-Bericht S-06-2, die nicht näher definierte Einheit „tons“, rechnet jedoch auf Seite 15 „tons“ in „tonnes“ um und multipliziert dabei den tons-Wert mit etwa 1,016047, so dass für seine „tons“ „tn.l.“ angenommen werden kann.
13. ↑  Treibstoffberechnung nach Skulski: Anatomy of the ship. The Battleship Yamato. S. 10.
14. ↑  Die Yamato hatte die Nummer 1, Musashi die Nummer 2. Sie wurden bereits durch das Flottenbauprogramm von 1934 als erste Schiffe in Auftrag gegeben. Shinano, weil viel später geplant, erhielt die Nummer 110 und die geplante Kii die Nummer 111, da sie erst 1937 in Auftrag gegeben wurden, nachdem man die Planungen für Yamato und Musashi abgeschlossen hatte.